# Liga Națională
La Liga Națională es una competición entre clubes de balonmano de Rumania. La liga, que es la primera división del balonmano profesional rumano, está gestionada por la Federación Rumana de Balonmano y está compuesta de doce equipos. El Steaua Bucureşti es el club más laureado con 28 campeonatos nacionales de liga.

## Historia
El balonmano se jugó por primera vez en Rumania en 1920. Después de una visita en Alemania, algunos profesores de educación física introdujeron este deporte en sus clases. La Liga Naţională fue fundada en 1933 (con 11 jugadores) y en 1958 en el formato actual con 7 jugadores. El equipo más exitoso en la historia es el Steaua Bucureşti, con 28 títulos. Los actuales campeones reinantes son HCM Constanza.

## Equipos 2017-18
- Politehnica Iași
- CSM București
- CSM Făgăraș
- CSM Focșani
- Dinamo București
- Dobrogea Sud Constanța
- AHC Dunărea Calarasi
- CSU Suceava
- HC Odorheiu Secuiesc
- HC Vaslui
- Minaur Baia Mare
- Politehnica Timișoara
- Potaissa Turda
- Steaua București

## Campeones

### Palmarés
| Year    | Champion              | 2. place                | 3. place                |
| ------- | --------------------- | ----------------------- | ----------------------- |
| 1958-59 | Dinamo Bucureşti      | Rapid Bucureşti         | Ştiinţa Timişoara       |
| 1959-60 | Dinamo Bucureşti      | Rapid Bucureşti         | CCA Bucureşti           |
| 1960-61 | Dinamo Bucureşti      | Ştiinţa Timişoara       | Tehnometal Timişoara    |
| 1961-62 | Dinamo Bucureşti      | Steaua Bucureşti        | Tehnometal Timişoara    |
| 1962-63 | Steaua Bucureşti      | Dinamo Bucureşti        | Dinamo Braşov           |
| 1963-64 | Dinamo Bucureşti      | Steaua Bucureşti        | Dinamo Braşov           |
| 1964-65 | Dinamo Bucureşti      | Steaua Bucureşti        | Dinamo Braşov           |
| 1965-66 | Dinamo Bucureşti      | Steaua Bucureşti        | Universitatea Bucureşti |
| 1966-67 | Steaua Bucureşti      | Dinamo Bucureşti        | Politehnica Timişoara   |
| 1967-68 | Steaua Bucureşti      | Dinamo Bucureşti        | Dinamo Bacău            |
| 1968-69 | Steaua Bucureşti      | Dinamo Bucureşti        | Universitatea Cluj      |
| 1969-70 | Steaua Bucureşti      | Dinamo Bucureşti        | Universitatea Cluj      |
| 1970-71 | Steaua Bucureşti      | Dinamo Bucureşti        | Universitatea Bucureşti |
| 1971-72 | Steaua Bucureşti      | Dinamo Bucureşti        | Universitatea Bucureşti |
| 1972-73 | Steaua Bucureşti      | Universitatea Bucureşti | Dinamo Bucureşti        |
| 1973-74 | Steaua Bucureşti      | Dinamo Bucureşti        | Minaur Baia Mare        |
| 1974-75 | Steaua Bucureşti      | Dinamo Bucureşti        | Minaur Baia Mare        |
| 1975-76 | Steaua Bucureşti      | Dinamo Bucureşti        | Minaur Baia Mare        |
| 1976-77 | Steaua Bucureşti      | Dinamo Bucureşti        | Dinamo Ploieşti         |
| 1977-78 | Dinamo Bucureşti      | Steaua Bucureşti        | Minaur Baia Mare        |
| 1978-79 | Steaua Bucureşti      | Politehnica Timişoara   | Dinamo Bucureşti        |
| 1979-80 | Steaua Bucureşti      | Minaur Baia Mare        | Ştiinţa Bacău           |
| 1980-81 | Steaua Bucureşti      | Minaur Baia Mare        | Dinamo Bucureşti        |
| 1981-82 | Steaua Bucureşti      | Dinamo Bucureşti        | Minaur Baia Mare        |
| 1982-83 | Steaua Bucureşti      | Dinamo Bucureşti        | Minaur Baia Mare        |
| 1983-84 | Steaua Bucureşti      | Dinamo Bucureşti        | Minaur Baia Mare        |
| 1984-85 | Steaua Bucureşti      | Minaur Baia Mare        | Politehnica Timişoara   |
| 1985-86 | Dinamo Bucureşti      | Steaua Bucureşti        | Politehnica Timişoara   |
| 1986-87 | Steaua Bucureşti      | Politehnica Timişoara   | Minaur Baia Mare        |
| 1987-88 | Steaua Bucureşti      | Dinamo Bucureşti        | Minaur Baia Mare        |
| 1988-89 | Steaua Bucureşti      | Dinamo Bucureşti        | Minaur Baia Mare        |
| 1989-90 | Steaua Bucureşti      | Dinamo Bucureşti        | Minaur Baia Mare        |
| 1990-91 | Politehnica Timişoara | Dinamo Bucureşti        | Universitatea Craiova   |
| 1991-92 | Universitatea Craiova | Minaur Baia Mare        | Steaua Bucureşti        |
| 1992-93 | Universitatea Craiova | Minaur Baia Mare        | Steaua Bucureşti        |
| 1993-94 | Steaua Bucureşti      | Minaur Baia Mare        | Universitatea Craiova   |
| 1994-95 | Dinamo Bucureşti      | Minaur Baia Mare        | Universitatea Craiova   |
| 1995-96 | Steaua Bucureşti      | Fibrex Piatra Neamţ     | Minaur Baia Mare        |
| 1996-97 | Dinamo Bucureşti      | Steaua Bucureşti        | Minaur Baia Mare        |
| 1997-98 | Minaur Baia Mare      | Fibrex Săvineşti        | Steaua Bucureşti        |
| 1998-99 | Minaur Baia Mare      | Steaua Bucureşti        | Fibrex Săvineşti        |
| 1999-00 | Steaua Bucureşti      | Fibrex Săvineşti        | Universitatea Cluj      |
| 2000-01 | Steaua Bucureşti      | Fibrex Săvineşti        | Dinamo Bucureşti        |
| 2001-02 | Fibrex Săvineşti      | Dinamo Bucureşti        | HCM Constanţa           |
| 2002-03 | Fibrex Săvineşti      | Dinamo Bucureşti        | Minaur Baia Mare        |
| 2003-04 | HCM Constanţa         | Dinamo Bucureşti        | Minaur Baia Mare        |
| 2004-05 | Dinamo Bucureşti      | HCM Constanţa           | Minaur Baia Mare        |
| 2005-06 | HCM Constanţa         | Dinamo Bucureşti        | Steaua Bucureşti        |
| 2006-07 | HCM Constanţa         | Steaua Bucureşti        | Dinamo Bucureşti        |
| 2007-08 | Steaua Bucureşti      | HCM Constanţa           | UCM Reşiţa              |
| 2008-09 | HCM Constanţa         | UCM Reşiţa              | Dinamo Bucureşti        |
| 2009-10 | HCM Constanţa         | UCM Reşiţa              | Pandurii Târgu Jiu      |
| 2010-11 | HCM Constanţa         | HC Odorheiu Secuiesc    | Bucovina Suceava        |
| 2011-12 | HCM Constanţa         | Ştiinţa Bacău           | HC Odorheiu Secuiesc    |
| 2012-13 | HCM Constanţa         | Ştiinţa Bacău           | HC Odorheiu Secuiesc    |
| 2013–14 | HCM Constanţa         | Știința Bacău           | ASC Potaissa Turda      |
| 2014–15 | Minaur Baia Mare      | CSM București           | Dinamo București        |
| 2015–16 | Dinamo București      | CSM București           | Politehnica Timișoara   |
| 2016–17 | Dinamo București      | CSM București           | ASC Potaissa Turda      |
| 2017–18 | Dinamo București      | Steaua București        | ASC Potaissa Turda      |
| 2018–19 | Dinamo București      | HCM Constanța           | ASC Potaissa Turda      |
| 2020-21 | Dinamo București      | ASC Potaissa Turda      | HCM Constanța           |
| 2021-22 | Dinamo București      | Minaur Baia Mare        | HCM Constanța           |
| 2022-23 | Dinamo București      | Minaur Baia Mare        | HCM Constanța           |
| 2023-24 | Dinamo București      |                         |                         |

### Por club
| Equipo                    | Ligas | Temporada | Notas |
| ------------------------- | ----- | --- | ----- |
| CSA Steaua Bucureşti      | 28    | 1963, 1967, 1968, 1969, 1970, 1971, 1972, 1973, 1974, 1975, 1976, 1977, 1979, 1980, 1981, 1982, 1983, 1984, 1985, 1987, 1988, 1989, 1990, 1994, 1996, 2000, 2001, 2008 |       |
| CS Dinamo Bucureşti       | 20    | 1959, 1960, 1961, 1962, 1964, 1965, 1966, 1978, 1986, 1995, 1997, 2005, 2016, 2017, 2018, 2019, 2021, 2022, 2023, 2024                                                 |       |
| HCM Constanţa             | 9     | 2004, 2006, 2007, 2009, 2010, 2011, 2012, 2013, 2014 |       |
| HC Minaur Baia Mare       | 3     | 1998, 1999, 2015 |       |
| HC FibrexNylon Săvineşti  | 2     | 2002, 2003 |       |
| CS Universitatea Craiova  | 2     | 1992, 1993 |       |
| CSU Politehnica Timişoara | 2     | 1956, 1991 |       |